# 四硫化三钴
四硫化三钴是一种无机化合物，化学式为Co3S4，具有尖晶石结构。四硫化三钴在自然界中以硫钴矿的形式出现。。

## 化学性质
四硫化三钴在650℃（或480℃）时分解，产生CoS2和CoxS（x＜1）。